# Toxotinus reinii
Toxotinus reinii là một loài bọ cánh cứng trong họ Cerambycidae.